# Devil on the Cross
Devil on the Cross, originellement  Caitaani mũtharaba-Inĩ en langue kikuyu, est un roman de l'auteur kenyan Ngugi wa Thiong'o paru en 1980 et traduit et publié en anglais en 1982.

## Synopsis
Le roman raconte le destin de Wariinga, une mère célibataire abandonnée, licenciée pour avoir refusé les avances de son nouveau patron, qui retourne en taxi collectif dans la ville imaginaire d'Ilmorog,. Au cours de ce périple, elle échange avec différents personnages représentant le peuple kenyan, sur la fête à venir, devant désigner sous la surveillance d'observateurs internationaux les sept plus grands voleurs et brigands du Kenya, destinés à gouverner le pays.

## Genèse
Le roman, qui dénonce l'évolution du poiuvoir au Kenya, a été écrit par Ngugi wa Thiong'o en réaction à son emprisonnement du fait du Prince. Les septs  brigands sont une allégorie du capitalisme.  L'auteur, qui a choisi décrire le texte en langue kikuyu pour lutter contre l'impérialisme culturel et communiquer avec son propre peuple, décide de le traduire en anglais pour en assurer la promotion après une tentative d'assassinat dont il a été victime

## Style
Pour cette satire des structures politiques et sociales du Kenya post-colonial,  Ngugi wa Thiong'o  fait un large recours au symbolisme.